# 渡辺洋三
渡辺 洋三（わたなべ ようぞう、1921年（大正10年）11月21日 - 2006年（平成18年）11月8日）は、日本の法学者。専門は、法社会学・民法学・憲法学。東京大学名誉教授。元帝京大学教授。川島武宜に師事。

## 人物
東京都出身。専門の民法等のほか、日米安全保障条約体制や核兵器廃絶問題に関しても、いわゆるリベラル派の立場から積極的に発言を続けてきた。
2006年11月8日、大動脈瘤破裂のため都内の病院で死去。享年84。

## 略歴
- 第一高等学校を卒業[1]
- 1942年10月 - 東京帝国大学法学部に入学[1]
- 1943年10月 - 太平洋戦争による学徒出陣でビルマおよびタイ王国へ派兵され、捕虜となった[1]
- 1946年8月 - 復員して東京大学に復学[1]
- 1947年 - 大学卒業。なお、東大在学中はア式蹴球部に所属した[2]。
- 東京都立大学講師
- 1954年 - 青年法律家協会設立呼びかけ人
- 1958年 - 東京大学社会科学研究所助教授
- 1962年 - 法学博士（東京大学）（学位論文「農業水利権の研究」）
- 1966年 - 東京大学社会科学研究所教授
- 1974年 - 東京大学社会科学研究所所長
- 1982年 - 東京大学を定年退官し、帝京大学法学部教授。
- 1997年 - 帝京大学法学部教授を退職。
- 1955〜2001年 - 農業法学会理事
- 1970〜1993年 - 日本法社会学会理事
- 1979〜1993年 - 民主主義科学者協会法律部会理事長
- 第8期から第12期まで日本学術会議会員（第12期の副会長）

## 著書
- 『農業水利権の研究』（東京大学出版会、1954年）
- 『法社会学と法解釈学』（岩波書店、1959年）
- 『法というものの考え方』岩波新書、1959年
- 『民法と特別法　第1　土地建物の法律制度』（東京大学出版会、1960-62年）
- 『政治と法の間　日本国憲法の十五年』（東京大学出版会・東大新書、1963年）
- 『憲法と現代法学』（岩波書店、1963年）
- 『安保体制と憲法』（労働旬報社、1965年）
- 『入門法社会学各論　第1　日本の社会と法（財産）』（日本評論社、1965年）
- 『憲法問題の考え方』（東京大学出版会・UP選書、1967年）
- 『日本における民主主義の状態』（岩波新書、1967年）
- 『大学改革と大学の自治』 （日本評論社、1971年）
- 『民主主義と憲法』（東京大学出版会、1971年）
- 『法社会学研究』東京大学出版会

1『現代国家と行政権』1972年
2『入会と法』1972年
3『農業と法』1972年
4『財産と法』1973年
5『家族と法』1973年
6『憲法と法社会学』1974年
7『法社会学の課題』1974年
8『現代法と法社会学』1981年
- 『現代法の構造』（岩波書店、1975年）
- 『土地と財産権』（岩波書店、1977年）
- 『憲法と国民生活』（東京大学出版会、1978年）
- 『法とは何か』岩波新書、1979年
- 『1980年代と憲法』（岩波書店、1981年）
- 『憲法のはなし』（新日本新書、1981年）
- 『私たちの人権宣言』（労働旬報社、1982年）
- 『現代日本社会と民主主義』岩波新書、1982年
- 『私たちの人権宣言』（労働旬報社、1982年）
- 『法社会学とマルクス主義法学』（日本評論社、1984年）
- 『財産権論』（一粒社、1985年）
- 『法を学ぶ』岩波新書、1986年
- 『地価はなぜ暴騰するか―土地政策に発送の転換を―』（岩波ブックレット、1987年）
- 『法と社会の昭和史』（岩波セミナーブックス、1988年）
- 『法社会学と法律学の接点』（日本評論社、1989年）
- 『法というものの考え方』（日本評論社、1989年）
- 『法律学への旅立ち―リーガル・マインドを求めて―』（岩波書店、1990年）
- 『日本社会はどこへ行くー批判的考察ー』（岩波新書、1990年）
- 渡辺洋三民主主義選集　労働旬報社

『戦後日本の民主主義』1991年
『日米安保体制と日本国憲法』1991年
『人権と市民的自由』1992年
- 『憲法と国連憲章　90年代のゆくえ』（岩波書店、1993年）
- 『日本国憲法の精神』（新日本新書、1993年）
- 『家族法を見直す』（岩波ブックレット、1994年）
- 『日本社会と家族』（労働旬報社、1994年）
- 『日本をどう変えていくのか　「改革」の時代を考える』（岩波新書、1996年）
- 『核・安保・沖縄　日本の政府は何をしてきたか』（岩波ブックレット、1996年）
- 『世界及び日本の情勢と民衆の視点』（日本評論社、1999年）
- 『社会と法の戦後史』（青木書店、2001年）
- 『現代日本社会と法ーある法学者の見た時代転換期ー』（旬報社、2004年）
- 『慣習的権利と所有権』北條浩,村田彰編　御茶の水書房　2009
- 『南方一年 ビルマ俘虜記』渡辺華子編　新生出版　2009

## 共編著
- 『土地請負契約論』川島武宜共著（日本評論社、1950年）
- 『入会権の解体』川島武宜,潮見俊隆共編　岩波書店　1959-68
- 『国家と法』長谷川正安共著（青木書店「青木講座 法律1」、1957年）
- 『新法学講座』全5巻 長谷川正安,宮内裕共編　三一書房　1962
- 『市民社会と私法』内田力蔵共編　東京大学出版会　1963
- 『温泉権の研究』川島武宜,潮見俊隆共編　勁草書房　1964
- 『ポポロ事件 黒い手帳は語る』遠山茂樹共編　新興出版社　1964
- 『林野入会権の本質と様相 岐阜県吉城郡小鷹利村の場合』福島正夫,潮見俊隆共編　東京大学出版会　1966
- 『恵庭事件』松井康浩共編　労働旬報社　1967　労旬新書
- 『法の常識』編　1967　有斐閣双書
- 『日米安保条約 その解説と資料』岡倉古志郎共編　労働旬報社　1968
- 『日米安保条約全書』吉岡吉典共編　労働旬報社　1968
- 『法律学概論』井上茂,福田平共編　青林書院新社　1971　現代法律学全集
- 『現代日本の法思想』利谷信義共編　日本評論社　1972
- 『入会と財産区』編著　勁草書房　1974　東京大学社会科学研究所研究報告
- 『日本の社会と法―土地・住宅の法律問題』中尾英俊共著（日本評論社、1975年）
- 『林野入会と村落構造 北富士山麓の事例研究』北条浩共編著　東京大学出版会　1975
- 『核時代のなかの安保体制』大江志乃夫共編著　労働旬報社 1981 労旬教養選書
- 『現代土地法の研究』稲本洋之助共編　岩波書店　1982-83　東京大学社会科学研究所研究報告
- 『現代家庭の法律読本・家庭は変わる』編著　岩波書店　1987
- 『現代日本の法構造』編　法律文化社　1989　現代日本の構造選書
- 『国際平和と日本社会のゆくえ』渡辺治共著（労働旬報社、1991年）
- 『政治改革への提言』森英樹・廣渡清吾共著（岩波書店、1993年）
- 『日本の裁判』江藤价泰・小田中聡樹共著（岩波書店、1995年）
- 『〈戦後変形期〉への警鐘 長谷川正安・渡辺洋三『法律時報』巻頭言1975-1998』日本評論社　2011

## 編著書・監修
- 『入会権の解体1, 2』川島武宜・潮見俊隆と共編（岩波書店、1959年）
- 『新法学講座』1〜5巻 長谷川正安・宮内裕と共編著（三一書房、1962年）
- 『市民社会と私法』内田力蔵と共編（東京大学出版会、1963年）
- 『温泉権の研究』川島武宜・潮見俊隆と共編（勁草書房、1964年）
- 『林野入会権の本質と様相』福島正夫・潮見俊隆と共編著（東京大学出版会、1966年）
- 『現代法と経済・ 岩波講座「現代法」7巻』（岩波書店、1966年）
- 『法の常識』（有斐閣、1967年）
- 『入会権の解体3』川島武宜・潮見俊隆と共編著（岩波書店、1968年）
- 『日米安保条約全書』吉岡吉典と共編（労働旬報社、1968年）
- 『安保条約セミナー』潮見俊隆・長谷川正安と共編（日本評論社、法学セミナー臨時増刊号、1967年）
- 『現代法の学び方』野村平爾・戒能通孝・沼田稲次郎と共編（岩波書店、1969年）
- 『安保条約60問60答』潮見俊隆・長谷川正安・松井芳郎と共編（日本評論社、法学セミナー臨時増刊号、1969年）
- 『現代日本の憲法問題』渡辺監修・東京憲法会議編（新日本評論社、1970年）
- 『法律学概論・現代法律学全集I』潮見俊隆・井上茂・福田平と共編著（青林書院新社、1971年）
- 『法社会学の現代的課題・川島武宜先生還暦記念』潮見俊隆と共編（岩波書店、1971年）
- 『法と経済・法学文献選集7』（学陽書房、1972年）
- 『現代日本の法思想・福島正夫先生還暦記念』利谷信義と共編（日本評論社、1972年）
- 『入会と財産区』（勁草書房、1974年）
- 『林野入会と村落構造―北富士山麓の事例研究―北條浩と共編著（東京大学出版会、1975年）
- 『マルクス主義法学講座1〜6 天野和夫・片岡曻・長谷川正安・藤田勇と共編（日本評論社、1976 - 1980年）
- 『現代日本法史』長谷川正安・片岡曻・清水誠と共編（岩波書店、1976年）
- 『戒能通孝著作集7［法社会学］（日本評論社、1977年）
- 『続温泉権の研究』川島武宜・潮見俊隆と共編著（勁草書房、1980年）
- 『現代日本法入門』清水誠・宮坂富之助・室井力と共編（岩波書店、1981年）
- 『現代土地法の研究・上』稲本洋之助と共編著（岩波書店、1982年）
- 『現代土地法の研究・下』稲本洋之助と共編著（岩波書店、1983年）
- 『現代土地法の研究 ―ヨーロッパの土地法―』 （岩波書店、1987年）
- 『現代家庭の法律読本―家庭は変わる―』 （岩波書店、1987年）
- 『現代日本の法構造』（法律文化社、1989年）
- 『講座・革命と法・全3巻』長谷川正安・藤田勇と共編（日本評論社、1985 - 1994年）
- 『市民と学生のための教養法学』「新訂版」（青林書院、1990年）
- 『法の常識』「第3版」（有斐閣、1993年）
- 『日本社会と法』甲斐道太郎・廣渡清吾・小森田秋夫と共編（岩波書店、1994年）